# Trifenilmetanol
A trifenilmetanol (más néven trifenilkarbinol) szerves vegyület. Fehér, kristályos, szilárd anyag, amely vízben és petroléterben nem oldódik, de jól oldódik etanolban, dietil-éterben és benzolban. Erősen savas oldatokban intenzív sárga színt ad, ami a stabil „tritil” karbokation képződésének eredménye. Számos származéka fontos festék.

## Felfedezése
Miután August Kekulé német vegyész és Antoine Nicolas Paul Franchimont belga diák (1844–1919) elsőként szintetizált trifenilmetánt 1872-ben, Walerius Hemilian orosz doktorandusz (1851–1914) 1874-ben elsőként állított elő trifenilmetanolt trifenilmetil-bromid és víz reakciójával, illetve trifenilmetán oxidálásával.

## Szerkezete és tulajdonságai
Molekulájában a központi tetraéderes szénatomhoz három fenilcsoport, valamint egy alkoholos hidroxilcsoport kapcsolódik. Mind a három C–Ph kötés jellegzetes sp³-sp² szén-szén kötés, körülbelül 1.47 Å-ös kötéshosszal, míg a C–O kötés kötéshossza körülbelül 1.42 Å.
A  három szomszédos fenilcsoport jelenléte különleges tulajdonságokat kölcsönöz a molekulának, mely az alkohol reakcióiban nyilvánul meg. Acetil-kloriddal reagáltatva például nem észter keletkezik, hanem trifenilmetil-klorid:
Ph3COH + MeCOCl → Ph3CCl + MeCO2H
A három fenilcsoport sztérikus védelmet is kínál: hidrogén-peroxiddal történő reakcióban szokatlanul stabil Ph3COOH hidroperoxid képződik.

### Sav-bázis tulajdonságai
A metanol származékaként pKa értéke várhatóan a 16-19 közötti tartományba esik. Az alkoholokra jellemzően konjugált bázisában nem lép fel rezonancia stabilizáció, mivel a hidroxilcsoport telített szénatomhoz kapcsolódik. Az anion szolvatáció révén történő stabilizációja – a három fenilcsoport sztérikus gátlása miatt – csekély mértékű.
Ugyanakkor fokozott bázikusság jellemzi, mivel a C–O kötés felbomlása révén rezonancia stabilizált karbokation jön létre. Az oxigén erősen savas közegben történő protonálódása után vízkilépéssel trifenilmetil- („tritil”) kation keletkezik. A tritilkation az egyik legkönnyebben elkülöníthető karbokation, bár vízzel gyorsan reakcióba lép.

## Előállítása
Metil-benzoátból vagy benzofenonból és fenilmagnézium-bromidból történő előállítása gyakori laboratóriumi kísérlet a Grignard-reakció bemutatására. Alternatív kiindulási anyagként dietil-karbonát is használható.

## Felhasználása
Bár ipari jelentősége nem nagy, laboratóriumi reagensként használatos. Szubsztituált származékai intermedierek a kereskedelmi szempontból fontos triarilmetán színezékek gyártásában.

## Fordítás
Ez a szócikk részben vagy egészben  a   Triphenylmethanol című angol Wikipédia-szócikk ezen változatának fordításán alapul.  Az eredeti cikk szerkesztőit annak laptörténete sorolja fel. Ez a jelzés csupán a megfogalmazás eredetét és a szerzői jogokat jelzi, nem szolgál a cikkben szereplő információk forrásmegjelöléseként.